# District de Beaune
Le district de Beaune est une ancienne division territoriale française du département de la Côte-d'Or de 1790 à 1795.
Il était composé des cantons de Beaune, Argilly, Bligny sur Ouche, Bouze, Corjoloin, Corpeau, Ivry, Mercueil, Meursanges, Meursault, Nolay, Savigny et Veuvey.

## Galerie

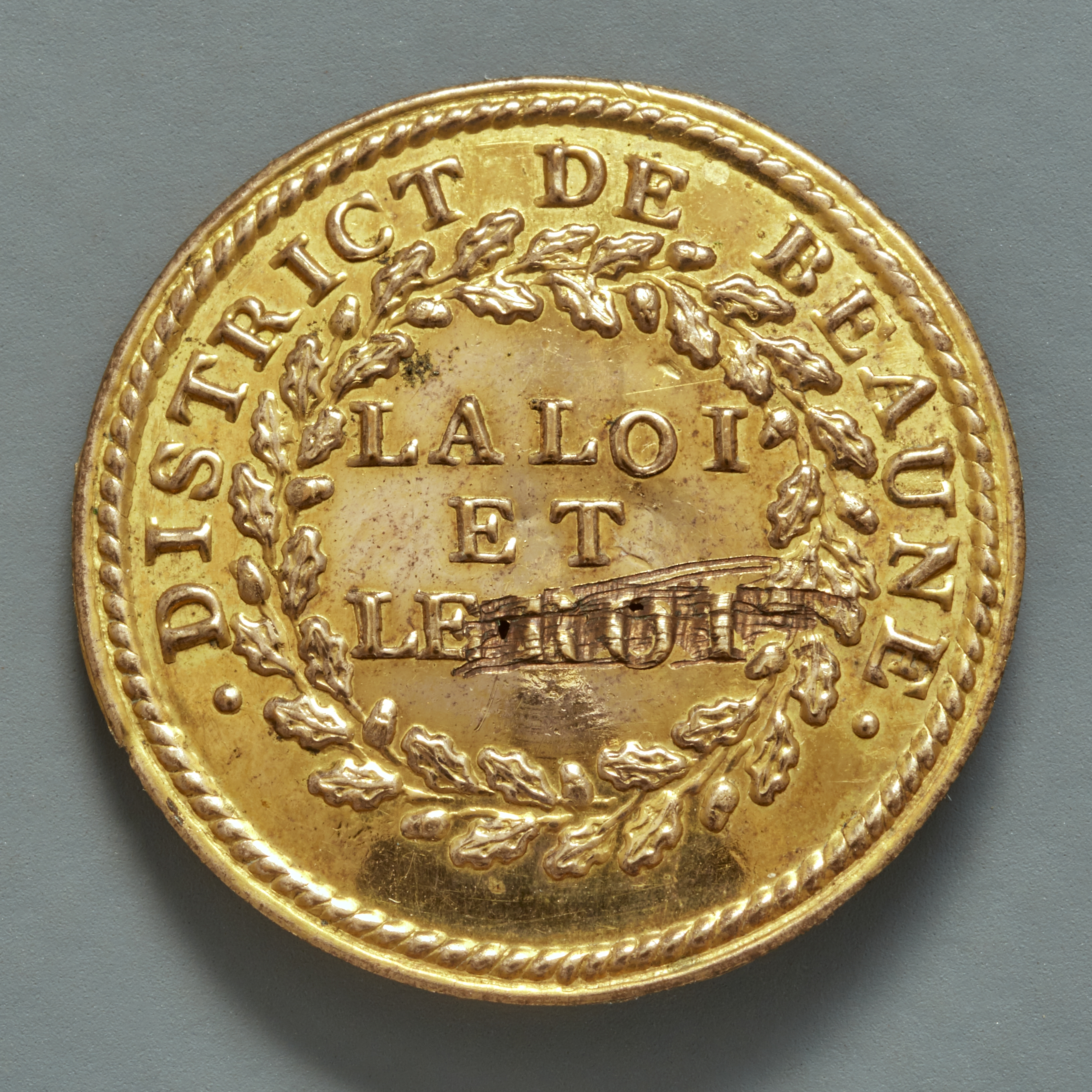
Bouton (musée Carnavalet)